# Калинино (станция Дальневосточной железной дороги)
Калинино — недействующая железнодорожная станция Сахалинского региона Дальневосточной железной дороги.

## История
Станция открыта 11 октября 1920 года в составе пускового участка Холмск-Сортировочный — Невельск.
Современное название с 15 октября 1947 года — по одноимённому селу, в котором расположена.

## Деятельность
Пассажирское сообщение по станции отсутствует с 1999 года. До этого через станцию по маршруту Холмск-Северный — Шахта-Сахалинская курсировал местный поезд из двух вагонов японского производства с тепловозом ТГ16.
Грузовые операции по станции не предусмотрены.